# The Ballad of Bilbo Baggins
«The Ballad of Bilbo Baggins» («La balada de Bilbo Bolsón») es una canción compuesta por Charles Randolph Grean y cantada por Leonard Nimoy, que cuenta la historia de Bilbo Bolsón y sus aventuras en la novela El hobbit, de J. R. R. Tolkien. La grabación original fue publicada en 1968 en The Two Sides of Leonard Nimoy, el segundo álbum de Nimoy para Dot Records. Además, fue publicada como sencillo, con la canción folk «de aspecto moderno» titulada «Cotton Candy» en su cara B. 
Un año antes de que la grabación fuera publicada comercialmente, Nimoy actuó como invitado del episodio del 28 de julio de 1967 de Malibu U, un programa corto de variedades, con una sincronía de labios de la grabación. Este fragmento pervive como «vídeo musical» en el que se ve a Nimoy (con su corte de pelo al estilo Star Trek, ya que la serie se encontraba en medio de la producción de su segunda temporada) y a un grupo de chicas vestidas de amarillo, todas con orejas apuntadas de plástico (de elfas o de vulcanas), cantando y bailando en una playa. Desde su «redescubrimiento» por el documental Funk Me Up Scotty de la BBC2 y su propagación por Internet, se ha convertido en un ejemplo bastante bien conocido del estilo camp de los años 1960. También se incluyó un fragmento de este número musical en el documental Ringers: Lord of the Fans sobre el fandom de El Señor de los Anillos.
Los seguidores de Nimoy quedaron intrigados por el hecho, revelado en entrevistas, de que Nimoy hubiera leído la novela de Tolkien El Señor de los Anillos, y resultaron fascinados, probablemente en demasía. Aproximadamente desde 1968 hasta 1973, varios escritores de fanzines sobre Star Trek y Nimoy (principalmente articulistas del Nimoyan Federation de Regina Marvinny y miembros de la asociación de fanes de Leonard Nimoy) fantasearon con la idea de una película de acción basada en El Señor de los Anillos, con Nimoy en el papel de Aragorn. Hubo incluso una breve campaña de cartas a favor de la idea.[cita requerida]

## Otras versiones y utilizaciones
- La canción ha sido muestreada por Bentley Rhythm Ace para la pista «Theme from 'Gutbuster'» de su álbum For Your Ears Only, publicado en 2000.
- También ha sido muestreada por los raperos cómicos Lords of the Rhymes para su canción «The Lords of the Rhymes» en 2000.[3]
- En el clip de vídeo por Internet The One Ring to Rule Them All 2 (2003), de Joseph Blanchette, alias Legendary Frog, se incluye un fragmento del vídeo de la canción.[4]
- El vídeo ha sido emitido en el programa Web Junk 20, de la VH1.[cita requerida]
- En el episodio de Jeopardy! del 5 de enero de 2006 se empleó un fragmento de esta canción como parte de una de las preguntas.[5]